# Bethany (Nowy Jork)
Bethany – miasto w Stanach Zjednoczonych, w stanie Nowy Jork, w hrabstwie Genesee.